# Tre scapoli e una bimba
Tre scapoli e una bimba (Three Men and a Little Lady) è un film del 1990 seguito del film Tre scapoli e un bebè del 1987 con lo stesso cast.

## Trama
Sono passati sei anni dalla vicenda narrata nel primo film: la piccola Mary Bennington vive insieme alla sua giovane mamma Sylvia, il padre naturale Jack, e i coinquilini amici di quest'ultimo Peter e Michael.
Costoro adorano la bambina come se fosse effettivamente loro figlia, coccolandola in tutti i modi possibili, e la piccola li ricambia di immenso affetto. Certamente è un ménage insolito e i tre uomini ne sono a conoscenza: la situazione si complica quando il regista Edward Hargreave, innamorato di Sylvia, le offre una parte in un lavoro di Shakespeare che metterà in scena a Londra; Sylvia annuncia ai tre uomini non solo che la bambina partirà assieme a lei, ma che lei, influenzata dalla madre, sposerà Edward.
La separazione è dura per i tre amici, specie per Peter, il quale segretamente ama Sylvia senza aver mai lasciato trapelare i suoi sentimenti, anche per non ferire il suo migliore amico Jack, padre naturale di Mary che, visto il flirtare dei due, crede siano ancora innamorati. Con Michael egli parte per assistere alle nozze nella splendida villa dello sposo e là apprende da Elspeth Lomax, una passionale zitella e preside di un antico e rigoroso collegio, che Edward ha già disposto per l'iscrizione di Mary.
Quando in Inghilterra approda anche l'ultima ruota del carro, ovvero Jack, Peter gli confessa di amare Sylvia ma di essere stato fermato anche "per colpa sua" visto che Mary è sua figlia e crede sia ancora innamorato della donna. L'uomo gli confessa che l'aveva già capito, e che sì, ama Sylvia, ma non in quel senso e che il flirtare tra due attori non conta e lo facevano solo per ironia. Peter quindi spronato da Jack, si convince di inserire nel piano per fermare il matrimonio anche la dichiarazione alla donna che ama.
I tre, aiutati anche dalla piccola Mary, fanno di tutto per ostacolare il matrimonio, celebrato e tirato per le lunghe da Jack, che abilmente truccato da Pastore dà prova di essere un grande attore convincendo tutti, persino Sylvia, della sua autenticità, finché dopo momenti di comicità irresistibile giunge finalmente in chiesa Peter, accompagnato dalla Lomax, la quale conferma di essere a conoscenza dell'iscrizione di Mary nel suo istituto.
Sylvia non ne sapeva nulla e si allontana disgustata da Edward, ma Peter la raggiunge e dominando la propria timidezza, le dichiara di volerla sposare. A quel punto Edward ricorda a Sylvia che loro due sono già sposati. Solo in quel momento Jack si toglie la maschera utilizzata per impersonare il prelato ed essendo pertanto nullo il matrimonio appena celebrato, non vi saranno ostacoli per il vero officiante, portato in chiesa da Michael, nel celebrare le nozze tra Peter e Sylvia.

## Terzo capitolo
L'attore Steve Guttenberg, in un'intervista del 2009, ha confermato di aver aderito al progetto del terzo capitolo della serie che si intitolerà Three Men and a Bride (Tre scapoli e una sposa), la cui uscita fu prevista per il 2012.